# Floating timeline
 (février 2022).
Si vous disposez d'ouvrages ou d'articles de référence ou si vous connaissez des sites web de qualité traitant du thème abordé ici, merci de compléter l'article en donnant les références utiles à sa vérifiabilité et en les liant à la section « Notes et références ».
En pratique : Quelles sources sont attendues ? Comment ajouter mes sources ?
 (février 2022).
Une floating timeline (litt. « Chronologie flottante »)  est un dispositif utilisé en fiction, notamment en bandes dessinées et en animation ainsi que dans d'autres médias, pour expliquer pourquoi les personnages vieillissent peu ou pas sur une période de temps donnée, et ce bien que la narration puisse inclure des événements rééls, des personnes existantes, ou de véritables évolutions technologiques. Le terme Floating timeline est couramment employé concernant les séries de comic-books dont l'intrigue se poursuit des années, et de manière ininterrompue, au présent. Ce processus, également très courant dans la majorité des séries d'animation, permet aux auteurs de ne pas se préoccuper du vieillissement de leurs personnages, pas plus que de devoir justifier ou non les incohérences éventuelles dans la façon dont les personnages évoluent vis-à-vis de la temporalité et des évenements de la diégèse.

## Description
Lorsqu'une histoire de comic est réécrite, en particulier dans le cas d'une origin-story, elle conserve souvent les événements clés tout en leur offrant une mise à jour dans une époque contemporaine. Ainsi c'est toujours après avoir été blessé que Tony Stark invente son armure d'Iron Man, mais la guerre à l'origine des événements change en fonction de l'époque à laquelle a lieu la réécriture. Marvel l'a explicitement traité dans Ultimates, lorsque Galactus indique que certains événements (comme la découverte de Captain America) dérivent dans le temps et se placent perpétuellement environ 15 ans avant le présent. Selon la critique Roz Kaveney, une floating timeline est utilisée pour répondre à « la nécessité commerciale de faire perdurer certains personnages pour toujours ».
La série télévisée d'animation Les Simpsons emploie une floating timeline,.
Rex Stout a également utilisé ce procédé pour ses romans et nouvelles mettant en scène le détective Nero Wolfe, qui se déroulent simultanément à l'époque où les histoires ont été écrites par l'auteur, alors que les personnages ne vieillissent pas. Stout a confié à son biographe John McAleer : « Ces histoires ont ignoré le temps pendant trente-neuf ans. Tout lecteur qui ne peut pas ou ne veut pas faire la même chose ne devrait pas les lire. Je n'ai pas vieilli les personnages parce que je n'en avais pas envie. Cela les auraient rendu difficile à gérer et aurait détourné l'attention sur les protagonistes plutôt que sur les histoires,.»
L'auteur PG Wodehouse a également écrit sa série comique Jeeves sans faire vieillir ses personnages. Cela a permis des références humoristiques à la culture populaire contemporaine dans les histoires, qui ont été publiées entre 1915 et 1974, tandis que les personnages sont restés les mêmes, bien que certains éléments de la Grande-Bretagne du début du XXe siècle soient restés présents tout au long de la série.

## Phénomène similaire
Un phénomène inverse est régulièrement apparu en sitcom et en soap opera. En effet, il peut arriver que certains personnages vieillissent de manière accélérée dans un temps très court, pour faciliter la narration ou à des fins humoristiques. On parle alors de Soap opera rapid aging syndrome, ou SORAS (litt. « Syndrome de Vieillissement Accéléré du Feuilleton Télévisé »).